# XCOM: Enemy Unknown
XCOM: Enemy Unknown is een computerspel voor Windows, PlayStation 3 en Xbox 360. Het spel werd voor het eerst uitgebracht in de VS op 9 oktober 2012 en kwam op 12 oktober naar Europa.
Het spel is een reboot in de spelreeks. In november 2013 kwam een uitbreidingspakket uit, genaamd XCOM: Enemy Within.

## Spel
In een alternatieve versie van het jaar 2015 vindt er een buitenaardse invasie plaats op aarde. De speler kruipt in de huid als vechter voor de paramilitaire organisatie X-COM. In het speelveld bestuurt men troepen die beurtelings tactische missies uitvoeren. Zo moet de speler de technologie van de vijand in handen zien te krijgen, terwijl men tegelijkertijd de eigen basis probeert uit te breiden en zien te verdedigen tegen aanvallen.

## Ontvangst
| Aggregator      | Score                         |
| --------------- | ----------------------------- |
| Metacritic      | 89% (PC) 89% (PS3) 90% (X360) |
| Beoordeeld door | Score                         |
| Edge            | 9                             |
| EGM             | 9,5                           |
| Eurogamer       | 9                             |
| Game Informer   | 9,5                           |
| GameSpot        | 8,5                           |
| GameSpy         | 5/5                           |
| IGN             | 8,2                           |